# Marcel Hirscher
Marcel Hirscher (Annaberg-Lungötz, Salzburgo, 2 de março de 1989) é um esquiador alpino austríaco. Por seu número recorde de títulos de campeão geral, assim como seu longo histórico de dominância tanto do slalom quanto do slalom gigante, muitos o consideram o melhor esquiador alpino da história.

## Resultados gerais
| Temporada | Título                                   |
| --------- | ---------------------------------------- |
| 2012      | Campeão geral em slalom gigante          |
| 2013      | Campeão geral em slalom                  |
| 2014      | Campeão geral em slalom                  |
| 2015      | Campeão geral em slalom e slalom gigante |
| 2016      | Campeão geral em slalom gigante          |
| 2017      | Campeão geral em slalom e slalom gigante |
| 2018      | Campeão geral em slalom gigante          |